# Stettiner Küstenland
Koordinaten: 54° 5′ N, 15° 1′ O
Das Stettiner Küstenland (polnisch: Pobrzeże Szczecińskie) ist ein Abschnitt der polnischen Ostseeküste und gleichzeitig eine übergeordnete Makroregion in Polen.

## Etymologie
Das Stettiner Küstenland ist nach der Stadt Stettin benannt. 

## Gliederung
Das Kösliner Küstenland nimmt ca. 8000 km² im Osten der Pommerschen Bucht ein und gliedert sich in die folgenden Mesoregionen:
- Östlicher Teil Usedoms
- Wolin mit Stettiner Haff und Camminer Bodden
- Treptower Küste
- Pölitzer Ebene
- Unteres Odertal
- Gollnower Ebene
- Stettiner Hügelland
- Buker Hügelland
- Greifenhagener Ebene
- Gollnower Ebene
- Pyritz-Stargarder Ebene
- Naugarder Ebene
- Greifenberger Ebene

## Nachweise
- Jerzy Kondracki: Geografia regionalna Polski. Warszawa: Wyd. Naukowe PWN, 2001 ISBN 83-01-13050-4